# Xã Willis, Quận Poinsett, Arkansas
Xã Willis (tiếng Anh: Willis Township) là một xã thuộc quận Poinsett, tiểu bang Arkansas, Hoa Kỳ. Năm 2010, dân số của xã này là 8.670 người.